# Komplement (biologi)
Komplement är namnet på plasmaproteiner som ingår i det så kallade komplementsystemet som är en del av det ospecifika immunförsvaret. Komplementsystemet har många funktioner: det bidrar till inflammation och till försvaret mot mikroorganismer (patogener), det medverkar till att rester av döda kroppsegna celler rensas bort ur blodbanan  och det samverkar med koagulationssystemet. Komplementsystemet består av drygt 40 proteiner som finns både lösta i blodet och bundna till cellmembran. De flesta komplementproteiner som cirkulerar i blodbanan syntetiseras i levern som prekursorer, det vill säga inaktiva proteiner. Dessa kan sedan aktiveras genom att klyvas av specifika enzymer, så kallade proteaser. Många komplementproteiner är själva proteaser vilket gör att de efter aktivering kan aktivera andra komplementproteiner i en kaskadreaktion. Därför benämns komplementsystemet ofta komplementkaskaden . Det finns olika vägar varigenom komplementsystemet kan aktiveras. Exempelvis kan systemet aktiveras genom att blodlösta plasmaproteiner känner igen specifika mönster hos främmande mikroorganismer. Aktivering av komplementsystemet kan leda till bildandet av ett så kallat attack-komplex bestående av ett flertal olika komplementproteiner, som fäster i främmande mikroorganismers cellmembran och skapar ett hål. Mikroorganismen går under på grund av osmotiska krafter som spränger sönder cellmembranet.
Komplementproteiner utgör även en länk till andra delar av immunförsvaret genom att bland annat förenkla fagocytos av mikroorganismer. Aktiverade komplementproteiner kan aktivera makrofager via ytreceptorer och makrofagerna kan i sin tur aktivera det adaptiva immunförsvaret och därigenom kan mikroorganismen elimineras.
Komplement kan aktiveras via tre olika aktiveringsvägar: den klassiska vägen, lektinvägen och den alternativa vägen .